# Roxana
Roxana (em grego clássico: Ῥωξάνη; romaniz.: Rôxánê; do persa Roshanak ou Roshaniâ «estrela luminosa») era filha de Oxiartes e foi a mãe de Alexandre IV, filho de Alexandre, o Grande com quem foi casada. Roxana, sua sogra Olímpia, e seu filho Alexandre foram assassinados por Cassandro.

## Roxana no Cinema
- Alexander the Great (1956), no qual é vivida por Teresa del Río.[4]
- Alexander (2004), onde é vivida pela atriz Rosario Dawson.[5]